# Union sportive de Béja
L’Union sportive de Béja est un club omnisports tunisien disparu, fondé à Béja en 1924 sous la présidence de Jean Hugon.

## Palmarès
- Coupe de Tunisie :
  - Finaliste : 1931, 1942